# Shredder (scacchi)
Shredder è un motore scacchistico sviluppato da Stefan Meyer-Kahlen nel 1993 e distribuito dalla ChessBase. Shredder ha vinto il Campionato mondiale di scacchi per PC  nel 1996, nel 1999 e nel 2000, il Campionato Mondiale di scacchi per computer nel 1999 e nel 2003 ed il World Computer Speed Chess Championship nel 2002, 2003, 2004, 2005 e 2007.
Nella classifica SSDF del 21 marzo 2010 Deep Shredder 12 è terzo con 3124 punti Elo, dietro Deep Rybka 3 (3227) e Naum 4 (3149).
La versione 10.0 è stata distribuita nel giugno del 2006, la versione 11.0 nell'ottobre del 2007, mentre la versione 12 è stata distribuita nel gennaio del 2010. La versione "Deep" è ottimizzata per sistemi multiprocessore o CPU multicore.

## Palmarès
| Anno | Località   | Titolo                                   |
| ---- | ---------- | ---------------------------------------- |
| 1996 | Giacarta   | Micro Computer World Champion            |
| 1999 | Paderborn  | Micro Computer World Champion            |
| 1999 | Paderborn  | Computer Chess World Champion            |
| 2000 | Londra     | Micro Computer World Champion            |
| 2001 | Maastricht | Micro Computer World Champion Single CPU |
| 2002 | Maastricht | Blitz World Champion                     |
| 2003 | Graz       | Computer Chess World Champion            |
| 2003 | Graz       | Blitz World Champion                     |
| 2004 | Tel Aviv   | Blitz World Champion                     |
| 2005 | Reykjavík  | Blitz World Champion                     |
| 2006 | Magonza    | Chess960 World Champion                  |
| 2007 | Amsterdam  | Blitz World Champion                     |

## Esempio di partita
La seguente partita è stata giocata tra Shredder (nero) e  List nel World Computer Chess Championship del 2003. Shredder ha sacrificato un pezzo in cambio di una forte iniziativa in una posizione troppo complessa per il calcolo del finale da parte del computer.
1.e4 c5 2.Cc3 e6 3.d4 cxd4 4.Dxd4 Cc6 5.Da4 Ac5 6.Cb5 Cf6 7.e5 Cxe5 8.Af4 Cfg4 9.Ch3 f6 10.Ae2 h5 11.Axg4 hxg4 12.Axe5 fxe5 13.Dxg4 O-O 14.O-O-O d5 15.Thf1 Ad7 16.Cc3 Tc8 17.Rb1 Ad4 18.Ce2 Axb2 19.Rxb2 Db6+ 20.Rc1 Da6 21.Td2 Tc4 22.Dg6 Ae8 23.Dd3 Dxa2 24.Rd1 Da1+ 25.Cc1 Aa4 26.Dg6 Tf6 27.Dg5 Tf5 28.De3 Db2 29.De2 e4 30.f4 e3 31.Dxe3 Axc2+ 32.Re2 Te4 0-1